# Klemmprüfspitze

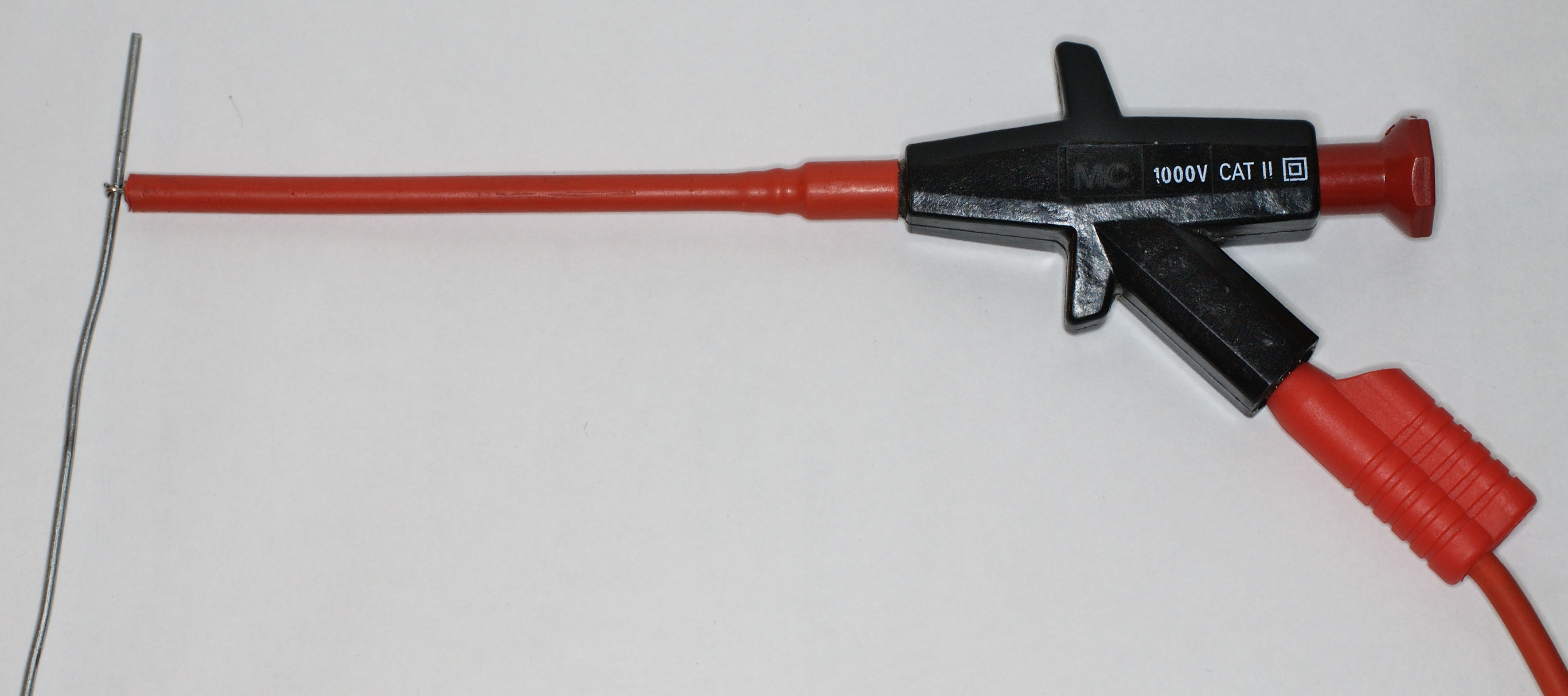
Klemmprüfspitze mit Federdrahtklammern an einen Draht angeklemmt, mit eingestecktem Bananenstecker

Eine Klemmprüfspitze, auch als Abgreifer, Abgreifklemme oder kurz Kleps bezeichnet, ist ein Werkzeug, das in der Messtechnik Anwendung findet, um elektrische Spannungen oder kleine elektrische Ströme an schlecht zugänglichen Stellen abzugreifen. 

Über einen federbelasteten Druckknopf können an der Spitze des meist flexiblen Schafts, je nach Ausführung, ein Drahthaken, Federdrahtklammern oder ein Paar Greifklauen, ähnlich einer Krokodilklemme, ausgefahren werden. Klemmprüfspitzen mit Drahthaken sind besonders zum Kontaktieren von Leitern mit kleinerem Querschnitt, solche mit Greifklauen vor allem für Leiter mit größerem Querschnitt geeignet. Die Variante mit Federdrahtklammern wird bei kleineren bis mittelgroßen Querschnitten eingesetzt. Am anderen Ende befindet sich eine Buchse in die zum Beispiel ein Bananenstecker eingesteckt werden kann. 

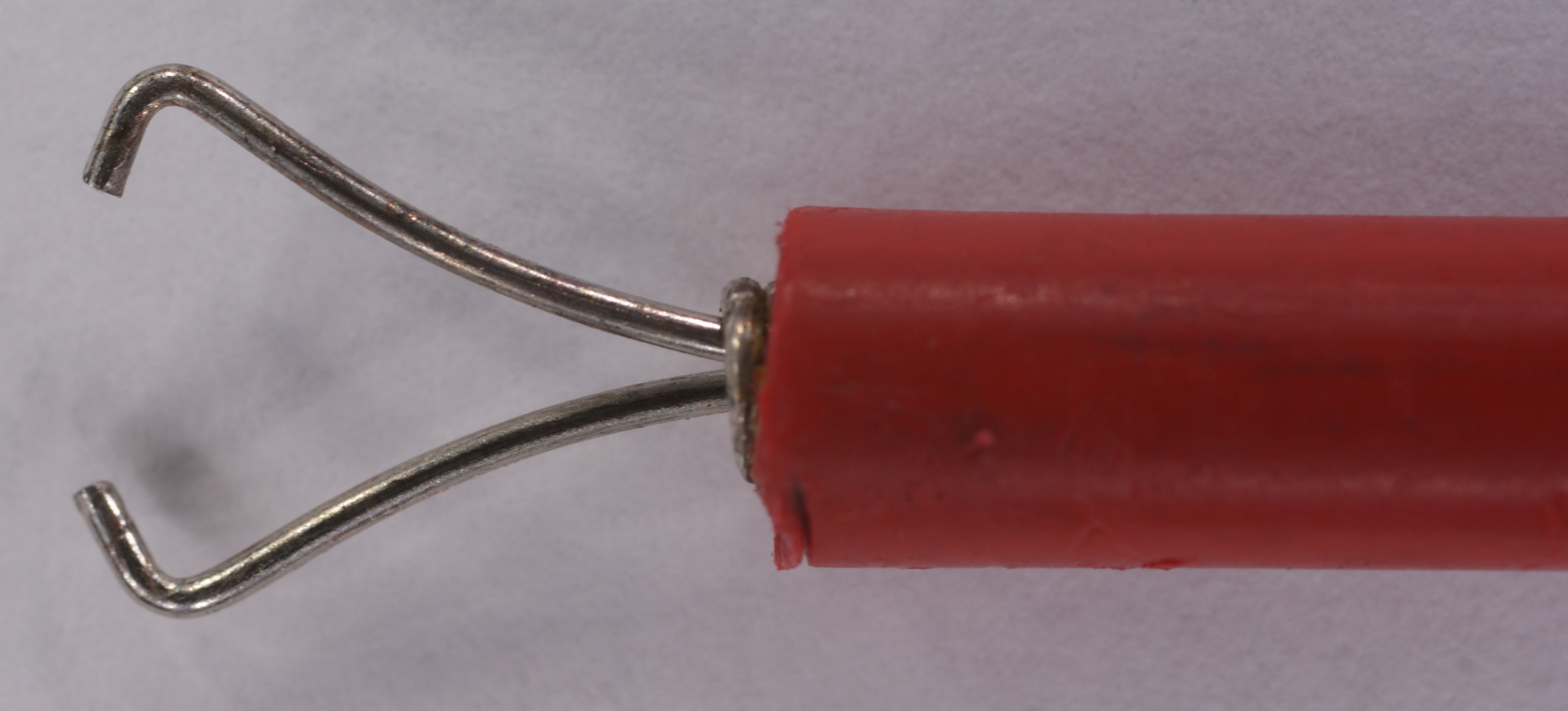
Detailaufnahme der ausgefahrenen Federdrahtklammern